# Chi McBride
Pour les articles homonymes, voir McBride.
Kenneth McBride, surnommé Chi McBride, né le 23 septembre 1961 à Chicago, dans l'Illinois, aux (États-Unis), est un acteur et producteur américain.
Son surnom fait référence à sa ville natale.
Il est notamment connu pour son rôle du capitaine Lou Grover dans la série Hawaii 5-0. Il a également joué dans le long-métrage I, Robot, dans le rôle du lieutenant John Bergin.

## Filmographie

### Comme acteur
- 1992 : Revenge of the Nerds III: The Next Generation (en) (TV) : Malcolm Pennington III
- 1992 : Monsieur le député (The Distinguished Gentleman) : Homer
- 1993 : Tina (What's Love Got to Do with It) : Fross
- 1993 : The John Larroquette Show (série télévisée) : Heavy Gene
- 1994 : Mariés, deux enfants (série télévisée) : Dexter
- 1994 : Cosmic Slop (TV) : T-Bone (segment "Tang")
- 1996 : Fantômes contre fantômes (The Frighteners) de Peter Jackson : Cyrus
- 1997 : Les Seigneurs de Harlem (Hoodlum) : Illinois Gordon
- 1998 : Code Mercury (Mercury Rising) : agent du FBI Thomas 'Bizzi' Jordan
- 1998 : The Secret Diary of Desmond Pfeiffer (série télévisée) : Desmond Pfeiffer
- 2000 : Magicians : Tom
- 2000-2004 : Boston Public (TV) : le proviseur Steven Harper
- 2000 : King of the World (TV) : Drew 'Bundini' Brown
- 2000 : Septembre en fête (Dancing in September) : l'agent de la sécurité
- 2000 : Dieu, le diable et Bob ("God, the Devil and Bob") (série télévisée)
- 2000 : 60 secondes chrono (Gone in Sixty Seconds) : Donny Astricky
- 2000 : Sale Môme (The Kid) : Kenny
- 2001 : Max Steel (série télévisée) : Jefferson Smith
- 2002 : Narc : Captain Cheevers
- 2002 : Undercover Brother : Un agent très secret (Undercover Brother) : le chef
- 2002 : Paid in Full : Pip
- 2003 : En sursis (Cradle 2 the Grave) : Jump Chambers
- 2003 : Delusion : John
- 2004 : Le Terminal (The Terminal) : Mulroy
- 2004 : I, Robot : Lt. John Bergin
- 2005 : Service non compris... : Bishop
- 2005 : Roll Bounce : Curtis
- 2005  : Dr House : Edward Vogler
- 2006 : Annapolis : McNally
- 2006 : Bienvenue en prison : Barry
- 2006 : Monk (Saison 5, Episode 2) (série télévisée) : Ray Nicholson
- 2007 : Pushing Daisies (série télévisée) : Emerson Cod
- 2007 : Le Gospel du bagne (First Sunday) : Pastor Arthur Mitchell
- 2007 : Les Frères Solomon (The Brothers Solomon) de Bob Odenkirk : James
- 2008 : American Son : Eddie
- 2009 : Human Target : La Cible (série télévisée) : Inspecteur Laverne Winston
- 2010 :  Psych : Enquêteur malgré lui (série télévisée saison 5 épisode 7) : Craig Snowden
- 2013 : Un flic d'exception (Golden Boy) (série télévisée): Don Owen
- 2013 -  2020: Hawaii 5-0 : Capitaine Lou Grover
- 2015 : Dangerous Housewife : le policier
- 2021  : This Is Us : Paul Dubois

### Comme producteur
- 2003 : Delusion

## Voix françaises
| - Lionel Henry, dans : - Boston Public (série télévisée) - The Practice : Donnell et Associés (série télévisée) - Boston Justice (série télévisée) - The Nine : 52 heures en enfer (série télévisée) - Le Gospel du bagne - Les Frères Solomon - Pushing Daisies (série télévisée) - Suits : Avocats sur mesure (série télévisée) - Hawaii 5-0 (série télévisée) - Saïd Amadis dans : - En sursis - Dr House (série télévisée) - Monk (série télévisée) - Hawthorne : Infirmière en chef (série télévisée) - Pascal Renwick (*1954 - 2006) dans : - Monsieur le député - Undercover Brother : Un agent très secret | - Thierry Desroses dans : - I, Robot - La Fièvre du roller - Gilles Morvan, dans (les séries télévisées) : - Human Target : La Cible - Un flic d'exception Et aussi - Mario Santini (*1945 - 2001) dans Fantômes contre fantômes - Jean-Louis Faure (*1953 - 2022) dans La Couleur de l'arnaque - Serge Faliu dans Les Seigneurs de Harlem - Mouss Diouf (*1964 - 2012) dans Code Mercury - Jean-Paul Pitolin dans 60 secondes chrono - Christophe Peyroux dans Sale Môme - Med Hondo dans Paid in Full - Pascal Casanova dans Narc - Jacques Martial dans Le Terminal - Sylvain Lemarié (*1952 - 2023) dans Killer Instinct (série télévisée) |